# Черкасский Покровский монастырь
Черкасский Покровский монастырь — упразднённый старообрядческий женский монастырь, действовавший в Черкассах с начала XIX века по 30-е года XX века.

## История
Точное время и обстоятельства основания монастыря неизвестны. Престолы в летнем храме во имя Покрова Пресвятой Богородицы и зимнем во имя Николы Чудотворца освящены в 1814—1815 годах.
После учреждения Белокриницкой иерархии в 1846 году монастырь некоторое время её не принимает, но затем всё же приглашает белокриницких попов. В 1862 году, под влиянием Куренёвского монастыря, обитель отвергает Окружное послание (см. Неокружники). Благодаря деятельности архимандрита Исаии из Мануиловского монастыря, прибывшего в Черкасскую обитель в 1877 году, монахини постепенно примирились с Московской архиепископией.
В 1881 году монастырь посетил епископ Балтский Сильвестр (Малышев). В 1884 году в обители проживало 25 инокинь и около 80 послушниц во главе с инокиней Минодорой, а священником был престарелый о. Георгий, поставленный неокружническим епископом Московским Антонием (Климовым). В 1889 году настоятельницей была игуменья Минодора (Заусаева), уставщиком — московский мещанин Георгий Смирнов; во владении было 13 десятин земли и ещё 45 десятин пахотной земли арендовались у города; 16 келий и два храма.
К 1930-м годам монастырь был закрыт советскими властями. Инокини жили на квартирах вплоть до 1960-х годов.